# Johann Lorenz Rugendas der Ältere
Johann Lorenz Rugendas der Ältere (* 7. April 1733 in Augsburg; † 8. April 1799 ebenda) war ein deutscher Maler, Kupferstecher und Kunstverleger.

## Biografie
Johann Lorenz Rugendas war der Sohn des Malers und Kupferstechers Georg Philipp Rugendas in Augsburg. Er lernte bei seinem Vater und war danach als Kupferstecher und Kunstverleger in Augsburg tätig. Später arbeitete er mit seinem Sohn Johann Lorenz für den eigenen Verlag zusammen. Die bevorzugten Motive waren Schlachten. Er fertigte in der Art eines Illustrators nach verschiedenen Vorbildern Szenen aus dem Siebenjährigen Krieg, Gegenwartsereignisse und Porträts. Er änderte die Schlachtenbildtradition der Familie von der anonymen, heroischen Schlachtendarstellung zu einer zeitgenössisch-historischen. 1782 hielt er sich für einen Auftrag in Berlin auf.